# 范廣
范廣（？—1457年），遼東人，明朝軍事將領。

## 生平
正統年間，嗣世職為寧元衛指揮僉事，進指揮使。正統十四年（1449年），因功遷遼東都指揮僉事。土木之變後，廷議舉將材，兵部尚書于謙舉薦范廣，升為都督僉事，充左副總兵，輔助石亨。京師保衛戰時，范廣率先躍馬陷陣，部下均跟隨其殺敵，勇氣百倍。其率眾直追至紫荊關。後升為進都督同知，出守懷來，後被召還。景泰元年（1450年），協助協理統領京師大營，并擔任總兵官，偕同右副都御史羅通督兵巡哨，駐居庸關外。數月後返回京師，輔佐石亨提督團營軍馬。後批評石亨部下貪縱，被石亨中傷免職，僅領毅勇一營。之後范廣又與都督張軏不能相容，明英宗復辟後，石亨誣陷范廣是于謙黨羽，謀立外藩，被下罪論死，子范升戍廣西，籍其家，妻孥第宅賜降丁。成化初年，廷臣稱冤，方平反。